# Da se wlubja, ne dopuskam
Da se wlubja, ne dopuskam – piosenka czałgowa wykonywana przez bułgarską wokalistkę Dżenę, pochodząca z jej czwartego albumu studyjnego „Da widja kakwo e” (2012). Był to jeden z singli promujących tę płytę, wydany w kwietniu 2013 roku.

## Teledysk
Klip promujący singel został wyreżyserowany przez fotografa Kostadina Krystewa-Koko i miał swoją premierę 26 kwietnia 2013. Wideoklip, nakręcony w czerni i bieli rozpoczyna ujęcie szepczącej wokalistki. Następnie ukazane zostaje wnętrze piwnicy, w której przebywa wysoki, krótko ostrzyżony, bardzo muskularny mężczyzna (w tej roli bułgarski mistrz kulturystyki Dinko Żelazkow). Jest on przywiązany do krzesła, ma skrępowane dłonie, został częściowo obnażony (nie posiada koszulki). Dżena odśpiewuje wersy piosenki i wkracza do piwnicy, ponętnie ubrana. Zaczyna torturować mężczyznę – uwodzi go, lecz nie pozwala się dotknąć. Obmacuje jego umięśnione ciało, szepcze mu do uszu, szarpie go za głowę. Upokarza go, przystrajając go w swoje koraliki, czym wywołuje w nim wściekłość. Mężczyzna próbuje się uwolnić. Dżena, śpiewając, zawiązuje mu oczy opaską i kontynuuje tortury. Kusi go, pieszcząc jego mięśnie. Siada na nim, chwyta jego twarz i unosi ją do góry, w tym czasie przejeżdża dłonią po jego szerokim, spoconym torsie. Teledysk porusza tematykę BDSM, sthenolagni i kobiecej dominacji.

## Pozycje na listach przebojów
| Kraj/region | Notowanie (2013) | Wydawca | Najwyższa pozycja |
| ----------- | ---------------- | ------- | ----------------- |
| Bułgaria    | Top 40 Singles   | БАМП    | 1                 |